# Sławomir Mirecki
Sławomir Mirecki (ur. 19 marca 1963 w Warszawie, zm. 19 sierpnia 1996) – polski karateka stylu Kyokushin, posiadał 1 dan (Shodan).
S. Mirecki był pierwszym i jedynym polskim karateka, wewnętrznym uczniem Masutatsu Oyamy zwanym w języku japońskim Uchideshi (jap. 内弟子).

Sławomir Mirecki. Zdjęcie ze zdanego egzaminu na 1 Dan z 25 września 1983 rok w Honbu Dojo w obecności Sosai Masutatsu Oyamy razem z pozostałymi Uchideshi

## Życiorys

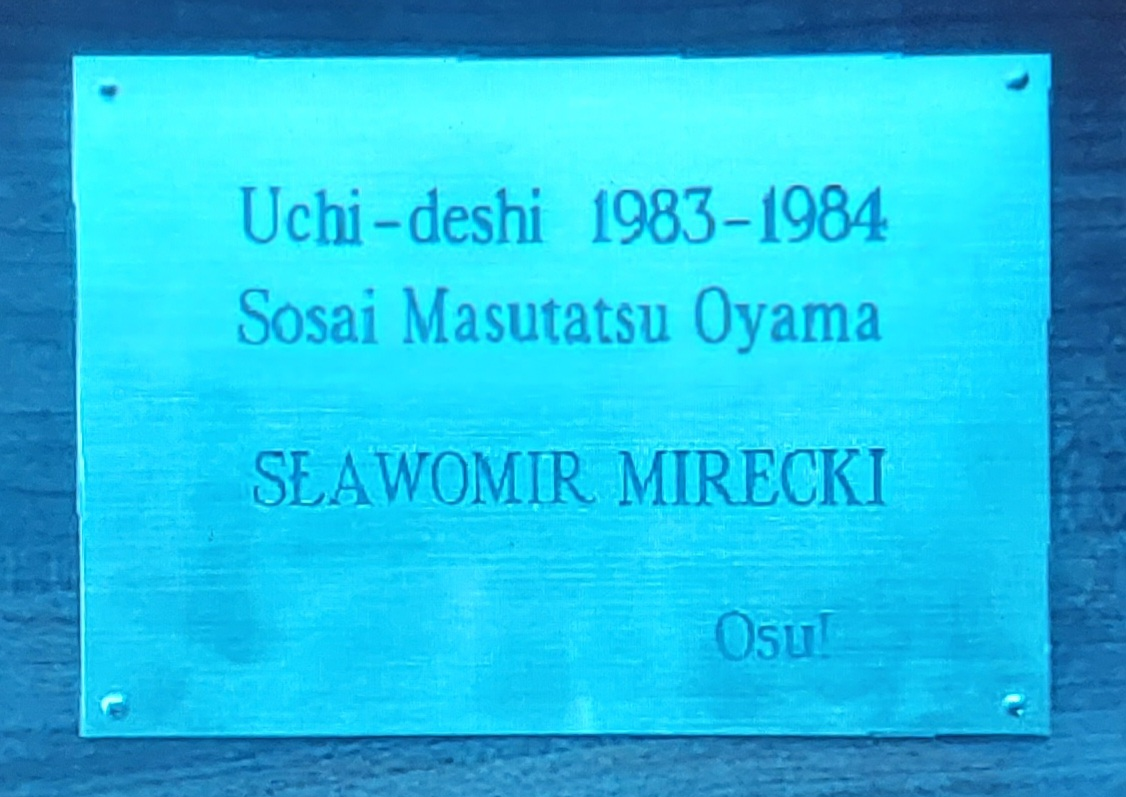
Tabliczka na grobie Sławomira Mireckiego jedynego polskiego Uchi Deshi

Pod koniec lat siedemdziesiątych zaczął uprawiać karate pod okiem Marka Drożdżowskiego w Warszawie. W latach 1983–1984 był uczestnikiem programu Uchi Deshi, podczas którego zdał egzamin na stopień mistrzowski (1dan) przed samym Sosai Masutatsu Oyama. 20 stycznia 1984 roku startował w III Otwartych Mistrzostwach Świata w Tokio z numerem startowym 70.
W młodzieńczych latach fascynował się Sztukami Walki. Marzeniem Mireckiego był wyjazd do Japonii, by pobierać nauki pod okiem legendarnego twórcy stylu Karate Kyokushin M. Oyamy.
Po obozie odbywającym się w Polsce prowadzonego przez Howarda Collinsa utwierdził się w przekonaniu, że Japonia jest najlepszym krajem do nauki Karate.
W okresie wakacyjnym wyjechał do Szwecji podejmując pracę, żeby kupić bilet lotniczy do Japonii.
Po wylądowaniu Sławomira Mireckiego w Tokio, po trzech miesiącach pobytu i treningu w Dojo, M. Oyama zaproponował przystąpienie do programu Uchi Deshi jedynemu Polakowi.
Na prośbę M.Oyamy wystartował jako jedyny Polak reprezentujący barwy narodowe w III Otwartych Mistrzostwach Świata w Tokio.
Po ponad rocznym pobycie w związku z poważną kontuzją kolana musiał zrezygnować z dalszego udziału w programie Uchi Deshi.
S. Mirecki wielokrotnie był doceniany przez M.Oyamę, instruktorów i uczniów programu Uchi Deshi, między innymi przez Satoshi Yui, którzy do dziś wspominają S. Mireckiego.
Po powrocie do Polski w związku z sytuacją gospodarczo-polityczną wyjechał do Republiki Federalnej Niemiec. W trakcie pobytu uczył się, pracował, prowadził treningi Karate Kyokushin i w porozumieniu z Shihan Ingo Freier (5dan) przygotowywał do startu reprezentację Niemiec w większości Polaków na IV Mistrzostwa Świata Open w Tokio.
W pierwszej połowie lat dziewięćdziesiątych wrócił do Polski z myślą o kontynuacji drogi Karate, kontaktując i spotykając się z Janem Gruba z Warszawy, ówczesnym kierownikiem ośrodka Polskiej Organizacji Kyokushin w sprawie prowadzenia szkoły Karate Kyokushin.
Plany zostały pokrzyżowane w związku z wypadkiem śmiertelnym Sławomira Mireckiego. Mirecki został pochowany 27 sierpnia 1996 roku na jednym z warszawskich cmentarzy.